# Guanti da portiere

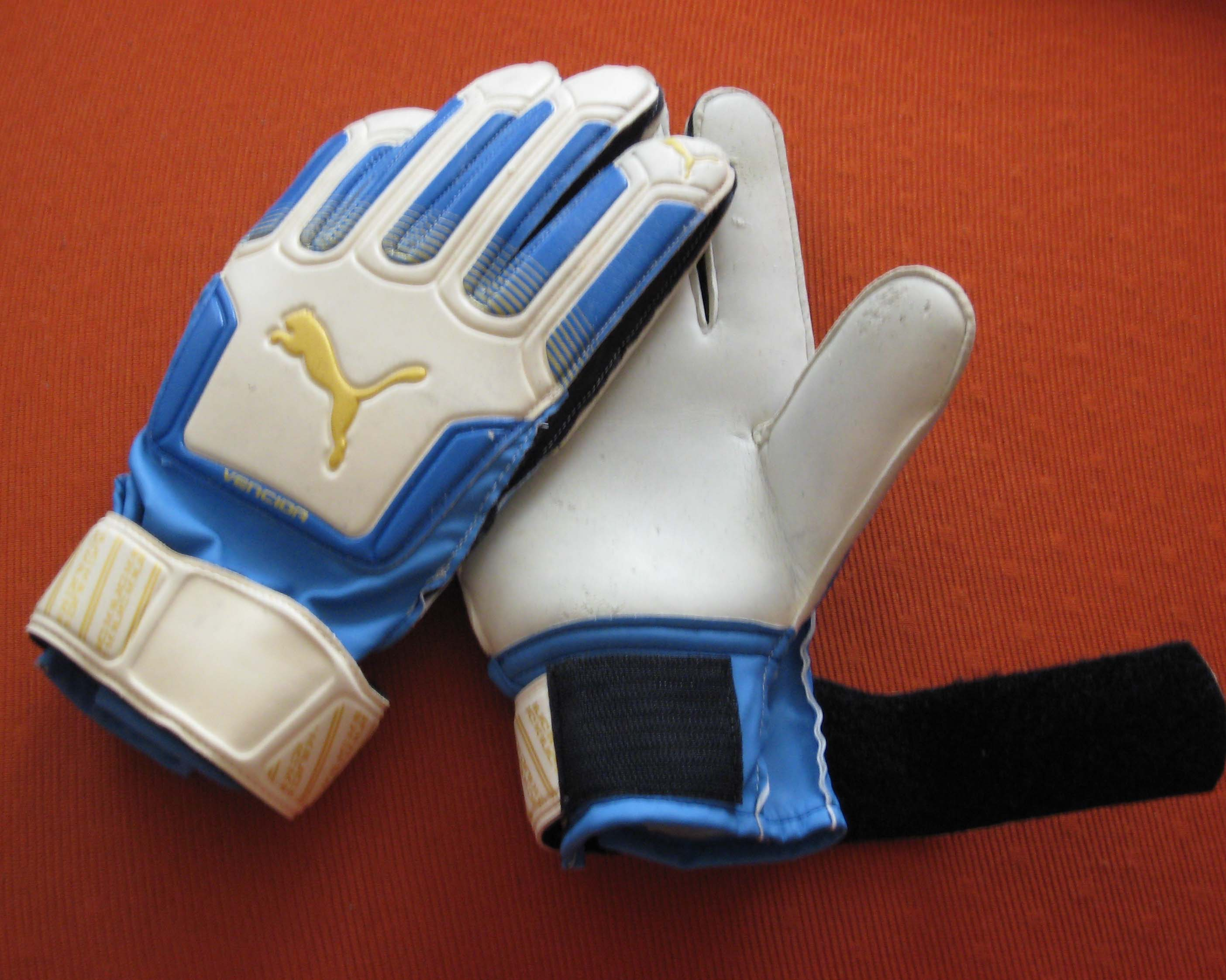
Un paio di guanti da portiere: si distingue il cinturino aperto.

I guanti da portiere sono un accessorio usato dai portieri di calcio, per attutire l'impatto del pallone con le mani.

## Materiali
I guanti solitamente sono composti da 3 o 4 parti: palmo, dorso, cinturino e stecche, non sempre tutti presenti.
Il palmo è in un certo senso la parte più importante del guanto e quella che veramente fa la differenza tra gli svariati modelli presenti in commercio, in quanto ha il compito di ammortizzare i colpi e aiutare il portiere a bloccare il pallone nelle prese. Oggi i palmi sono realizzati con un sistema a sandwich multistrato. La parte più esterna, ovvero quella a contatto col pallone viene ormai realizzata quasi esclusivamente in lattice, il cui spessore varia solitamente dai 2 ai 6 mm. Il lattice ha la caratteristica di offrire, oltre ad un ottimo grip, anche una buona ammortizzazione dei colpi. Tra il piano di contatto con la mano e il lattice, viene poi interposto uno strato di materiale spugnoso che ha il compito di assorbire ulteriormente gli urti. Negli ultimi anni, sono stati messi in commercio anche alcuni modelli di guanti che presentano un ulteriore strato di lattice interno che, a diretto contatto con la mano, si propone di aumentare la sensibilità del portiere sul pallone.
I tipi di lattice utilizzati per la realizzazione del palmo sono i più svariati e le maggiori case produttrici di guanti per portiere possiedono decine di brevetti e di denominazioni per le varie mescole. In sostanza però, si può dire che le mescole adottate si possono dividere in tre gruppi principali che sono l'hard, il soft e il super soft, qui elencate in ordine di durezza.
Risulta intuitivo che un lattice di consistenza "dura" avrà una maggiore resistenza all'usura, in maniera analoga a quanto accade per le gomme delle auto, allo stesso modo però, offrirà anche un minor attrito sul pallone ed inoltre anche una minor capacità di ammortizzazione.
Un lattice molto morbido invece sarà performante sotto l'aspetto della capacità di presa e di ammortizzazione, ma sarà maggiormente vulnerabile all'usura.
Oggi, tuttavia, diversi produttori sono riusciti, grazie alle mescole miste tra lattice naturale e sintetico, ad ottenere lattici che oltre a garantire un'ottima presa risultano essere sempre più resistenti all'abrasione. Questi lattici di nuova concezione sono evoluzioni del super soft, che però, risulta essere ancora utilizzato nelle realizzazioni di tutte le aziende leader del settore.
Va inoltre segnalata la presenza di appositi lattici da bagnato, che aumentano la capacità di presa quando vengono abbondantemente inumiditi. Questo materiale viene utilizzato per la produzione di guanti appositamente creati per giocare in caso di pioggia.
Il dorso può essere di svariati materiali. La sua funzione è quella di attutire i colpi nelle risposte "di pugno".
La fascetta o cinturino serve per stringere il guanto al polso e in alcuni modelli si trova anche sul dorso per migliorare la calzata del guanto. Nei modelli professionali è realizzato anch'esso in lattice per aumentare la superficie di presa.
Le stecche non sono presenti in tutti i modelli di guanto. Sono interposte tra il dorso della mano e il dorso del guanto. Servono, in sostanza, per impedire traumatismi alle dita. 
Vi sono svariati tipi di stecche, le più moderne sono costituite da più pezzi che si sovrappongono alle falangi delle dita. Questi pezzi sono poi uniti da un'articolazione. Risultano più flessibili di quelle a pezzo singolo tradizionale poiché tendono a imitare l'articolazione naturale dell'arto.
È importante notare che sebbene i guanti steccati riducano notevolmente il rischio di infortunio alla mano per il portiere, il movimento della stessa risulta meno naturale e la flessione delle dita è appesantita dalla presenza della steccatura. Tutto ciò si traduce in una minor sensibilità sul pallone e per questo motivo i professionisti tendono a non utilizzare questo tipo di accessorio.

## Regolamenti in merito
È da notare come il regolamento non specifichi l'obbligatorietà - per il portiere - di indossare i guanti; è inoltre possibile rimuoverli nel corso della partita. Un noto caso si verificò al campionato d'Europa 2004 in cui - durante la sequenza dei rigori nella sfida tra Inghilterra e Portogallo - l'estremo difensore lusitano si tolse i guanti.